# 2. Eishockey-Bundesliga
La 2. Eishockey-Bundesliga è stata la seconda divisione per importanza di hockey su ghiaccio in Germania. Fu organizzata dalla federazione nazionale, la Deutscher Eishockey-Bund. Gli ultimi vincitori furono i Bietigheim Steelers. Dal 2013 essa fu sostituita dalla nuova DEL2.

## Storia
Il campionato fu introdotto nella stagione 1973-1974 come secondo livello professionistico, al di sotto della Eishockey-Bundesliga.

### 1973-1994
Dalla stagione 1973-74 fino al 1980-81 la lega operò in un girone unico, la 2. Bundesliga. Per il campionato 1981-82 invece si optò per una suddivisione territoriale in due gruppi, la 2. Bundesliga Süd (girone sud) e la 2. Bundesliga Nord (girone nord). Solo per la stagione 1982-83 si tornò al girone unico, mentre nelle annate successive fino al 1991-92 si tornò alla formula dei due gironi territoriali. Le prime quattro classificate di ciascun girone affrontavano le ultime due squadre della Bundesliga per guadagnare due posti nella massima serie in un "girone promozione". Dal 1992 al 1994 infine la 2. Bundesliga tornò a disputarsi in un unico girone.

### 1994-1998
Il grande numero di squadre sull'orlo del fallimento in 2. Bundesliga nel 1994 portò allo scioglimento del campionato e alla nascita della nuova Deutsche Eishockey-Liga, campionato a diciotto squadre indipendente dalla Deutscher Eishockey-Bund senza promozioni né retrocessioni. A formare la DEL furono invitate sei squadre provenienti dalla vecchia 2. Bundesliga.
Dopo l'abolizione della 2. Bundesliga la Oberliga assunse il ruolo di principale campionato nazionale organizzato dalla DEB. Per alcune stagioni la dicitura Oberliga fu sostituita con 1. Liga, prima di tornare alla precedente denominazione.

### 1998-1999
Come principale campionato organizzato dalla DEB nel 1998 fu creato un nuovo campionato, denominato "Bundesliga". La decisione di chiamare il nuovo campionato "Bundesliga" portò ad uno scontro fra la DEB e la DEL, infatti la DEL era dell'opinione di avere il diritto di autodefinirsi Bundesliga, essendo il più importante campionato nazionale. Proprio per questo motivo il logo della DEL presentava anche la scritta 1. Bundesliga al di sotto della sigla. Alla fine fu raggiunto un accordo con la DEB, la quale optò per il nome di 2. Bundesliga.

### 1999-2013
A partire dal 1999 si assistette alla rinascita della 2. Bundesliga, organizzata da un organo della DEB chiamato Eishockeyspielbetriebsgesellschaft (ESBG). Come le squadre della DEL, anche le formazioni di 2. Bundesliga devono sottostare a rigorose normative finanziarie.
Nonostante le intenzioni della federazione, talvolta alcuni club si ritrovano sull'orlo del fallimento e sono costretti a ritirarsi nel corso del campionato, come successo all'EC Bad Nauheim. I Moskitos Essen e gli Eisbären Regensburg si trovarono in stato di insolvenza nell'aprile del 2008, impossibilitate a ripagare i loro debiti. Entrambi i club furono retrocessi dalla 2. Bundesliga, così come i Tölzer Löwen.
A partire dal 2005-2006 sono state ben quattro le squadre capaci di acquisire la licenza per giocare in Deutsche Eishockey-Liga, ovvero gli Straubing Tigers, i Grizzly Adams Wolfsburg, i Kassel Huskies e l'EHC München.

## Albo d'oro
| Stagione | Campione       |
| -------- | -------------- |
| 1973-74  | ESV Kaufbeuren |
| 1974-75  | EV Rosenheim   |
| 1975-76  | Augsburger EV  |
| 1976-77  | ESV Kaufbeuren |
| 1977-78  | Augsburger EV  |
| 1978-79  | Duisburger SC  |
| 1979-80  | ESV Kaufbeuren |
| 1980-81  | ERC Freiburg   |

| Stagione | Sud            | Nord          | Campione  |
| -------- | -------------- | ------------- | --------- |
| 1981-82  | EHC 70 München | Duisburger SC | EHC Essen |

| Stagione | Stagione regolare | Girone promozione |
| -------- | ----------------- | ----------------- |
| 1982-83  | ERC Freiburg      | ERC Freiburg      |

| Stagione | Sud           | Nord            | Girone promozione   |
| -------- | ------------- | --------------- | ------------------- |
| 1983-84  | SV Bayreuth   | Preussen Berlin | ECD Iserlohn *      |
| 1984-85  | SV Bayreuth   | Preussen Berlin | SC Riessersee *     |
| 1985-86  | Augsburger EV | Preussen Berlin | Eintracht Frankfurt |
| 1986-87  | EHC Freiburg  | Preussen Berlin | Preussen Berlin     |
| 1987-88  | EHC Freiburg  | Krefelder EV    | Preussen Berlin *   |
| 1988-89  | SV Bayreuth   | Krefelder EV    | EHC Freiburg *      |
| 1989-90  | SV Bayreuth   | ECD Sauerland   | EV Landshut *       |
| 1990-91  | EHC Nürnberg  | ECD Sauerland   | ESV Kaufbeuren *    |
| 1991-92  | Augsburger EV | EC Kassel       | Dynamo Berlin       |

- * indica squadre provenienti dalla Bundesliga

| Stagione  | Stagione regolare       | Play-Off                |
| --------- | ----------------------- | ----------------------- |
| 1992-93   | Augsburger EV           | SB Rosenheim            |
| 1993-94   | Augsburger EV           | Augsburger EV           |
|           |                         |                         |
| 1998-99   | ESC Moskitos Essen      | ESC Moskitos Essen      |
| 1999–2000 | Düsseldorfer EG         | Düsseldorfer EG         |
| 2000-01   | ERC Ingolstadt          | ERC Ingolstadt          |
| 2001-02   | ERC Ingolstadt          | REV Bremerhaven         |
| 2002-03   | SC Bietigheim-Bissingen | EHC Freiburg            |
| 2003-04   | EHC Wolfsburg           | EHC Wolfsburg           |
| 2004-05   | EHC Straubing           | EV Duisburg             |
| 2005-06   | REV Bremerhaven         | EHC Straubing           |
| 2006-07   | Kassel Huskies          | EHC Wolfsburg           |
| 2007-08   | Kassel Huskies          | Kassel Huskies          |
| 2008-09   | SC Bietigheim-Bissingen | SC Bietigheim-Bissingen |
| 2009-10   | SERC Wild Wings         | EHC München             |
| 2010-11   | Ravensburg Towerstars   | Ravensburg Towerstars   |
| 2011-12   | Landshut Cannibals      | Landshut Cannibals      |
| 2012-13   | Bietigheim Steelers     | Bietigheim Steelers     |